# رانجلو جانگا
رانجلو ماریا جانگا (انگلیسی: Rangelo Maria Janga؛ زادهٔ ۱۶ آوریل ۱۹۹۲) بازیکن فوتبال اهل هلند است.
از باشگاه‌هایی که در آن بازی کرده‌است می‌توان به باشگاه فوتبال لوگانو، باشگاه ورزشی آ اس ترنچین، باشگاه فوتبال اکسلسیور، باشگاه فوتبال خنت، باشگاه فوتبال آستانه، باشگاه فوتبال آپولون لیماسول، باشگاه فوتبال ان‌ئی‌سی نایمخن، باشگاه فوتبال سی‌اف‌آر کلوژ و باشگاه فوتبال ویلم دوم اشاره کرد.
وی همچنین در تیم‌های ملی فوتبال زیر ۱۷ سال هلند، زیر ۱۹ سال هلند، و کوراسائو بازی کرده‌است.

## سابقه ملی
جانگا در هلند از والدینی با تبار کوراسائو متولد شد، و او تیم ملی فوتبال کوراسائو دعوت شد و اولین بازی خود را برای در مارس ۲۰۱۶ انجام داد.